# غورغي تومسون
غورغي تومسون (بالإنجليزية: Georgie Thompson)‏ هي صحفية ومقدمة تلفزيونية بريطانية، ولدت في 25 سبتمبر 1977 في هارلو في المملكة المتحدة.

## وصلات خارجية
- غورغي تومسون على موقع IMDb (الإنجليزية)
- غورغي تومسون على موقع قاعدة بيانات الفيلم (الإنجليزية)